# Lepistella ocula
Lepistella ocula är en svampart som beskrevs av T.J. Baroni & Ovrebo 2007. Lepistella ocula ingår i släktet Lepistella och familjen Tricholomataceae.   Inga underarter finns listade i Catalogue of Life.